# André Theuriet

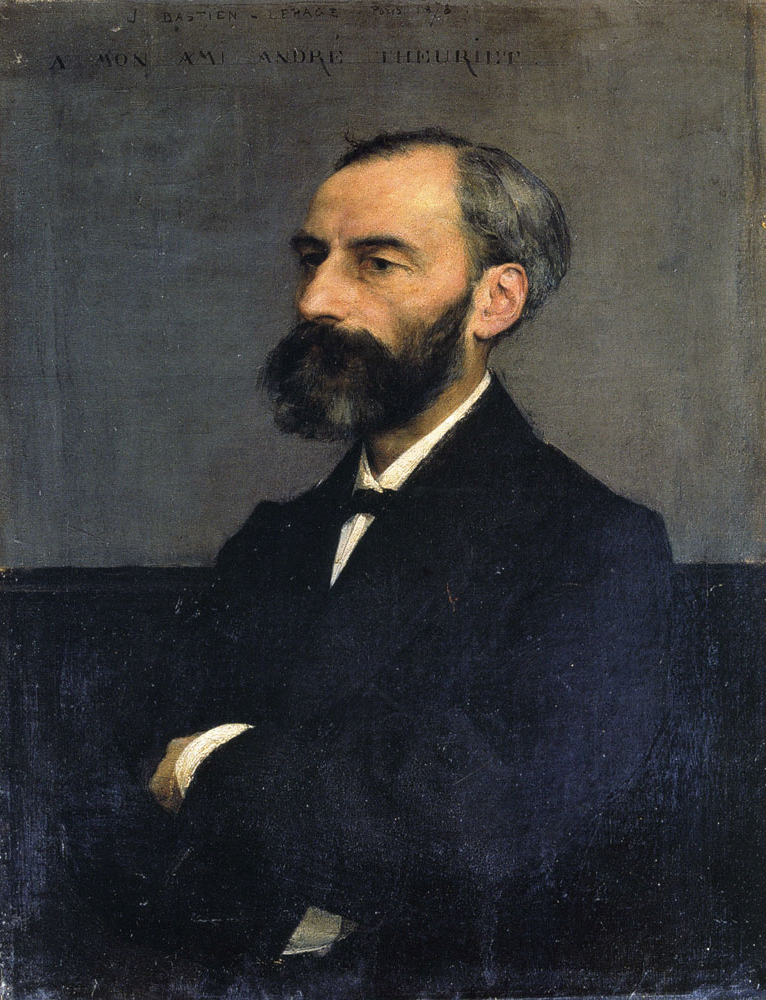
André Theuriet por Jules Bastien-Lepage (1878)

Claude Adhémar André Theuriet ( francês: [ɑ̃dʁe tøʁjɛ]; 8 de outubro de 1833, em Marly-le-Roi - 23 de abril de 1907, em Bourg-la-Reine ) foi um poeta, romancista e dramaturgo francês do século XIX.

## Vida
André Theuriet nasceu em Marly-le-Roi (Seine et Oise) e foi educado em Bar-le-Duc, na província natal da sua mãe, a Lorraine.
Theuriet estudou Direito em Paris e ingressou no funcionalismo público, alcançando o posto de chef de bureau, antes de se aposentar em 1886. Publicou, em 1867, o Chemin des bois, um volume de poemas, muitos dos quais já haviam sido publicados na Revue des Deux Mondes; seguiram-se Le bleu et le noir, poèmes de la vie réelle (1874), Nos oiseaux (1886) e outros volumes.
Na sua obra, André Theuriet descreve a natureza e a simplicidade rústica, especialmente da vida na floresta. Théophile Gautier comparou-o ao Jaques da floresta de Arden, da peça As You Like It, de Shakespeare. Os melhores dos seus romances são os que descrevem a vida provinciana e no campo. Theuriet recebeu em 1890 o prix Vitet da Academia Francesa, para a qual foi eleito membro, em 1896. Morreu em 23 de abril de 1907.
Recebeu o grau de Cavaleiro da Legião de Honra em 1879, e de Oficial de Legião de Honra em 1895.
O seu neto, André Theuriet, veio a ser um desportista versátil, como nadador e jogador internacional de rúgbi.